# Campeonato Feminino da CONCACAF
O Campeonato Feminino da CONCACAF é uma competição de futebol feminino de seleções organizada pela Confederação de Futebol da América do Norte, Central e Caribe (CONCACAF). Foi criada em 1991, com a necessidade de um torneio qualificatório para a Copa do Mundo FIFA de Futebol Feminino. Nos anos em que o torneio foi realizado fora do ciclo de qualificação para a Copa do Mundo, Seleções de outras Confederações foram convidados.
A partir da edição de 2022, o Campeonato passou a ser também um torneio qualificatório para os Jogos Olímpicos de Verão e para a Copa Ouro Feminina da CONCACAF, nova principal competição feminina da Confederação. Os Estados Unidos é a maior campeã da competição com nove títulos e também é tricampeã.

## Edições
| Ano                             | Sede                            | Final                           | Final                           | Final                           | Semifinalistas                  | Semifinalistas                  | Semifinalistas                  |                                 |                                 |
| Ano                             | Sede                            | Campeão                         | Placar                          | Vice-campeão                    | 3.º lugar                       | Placar                          | 4.º lugar                       |                                 |                                 |
| Campeonato Feminino da CONCACAF | Campeonato Feminino da CONCACAF | Campeonato Feminino da CONCACAF | Campeonato Feminino da CONCACAF | Campeonato Feminino da CONCACAF | Campeonato Feminino da CONCACAF | Campeonato Feminino da CONCACAF | Campeonato Feminino da CONCACAF | Campeonato Feminino da CONCACAF | Campeonato Feminino da CONCACAF |
| ------------------------------- | ------------------------------- | ------------------------------- | ------------------------------- | ------------------------------- | ------------------------------- | ------------------------------- | ------------------------------- | ------------------------------- | ------------------------------- |
| 1991 Detalhes                   | Haiti                           | Estados Unidos                  | 5 – 0                           | Canadá                          | Trinidad e Tobago               | 4 – 2                           | Haiti                           |                                 |                                 |
| 1993 Detalhes                   | Estados Unidos                  | Estados Unidos                  | pontos corridos                 | Nova Zelândia                   | Canadá                          | pontos corridos                 | Trinidad e Tobago               |                                 |                                 |
| 1994 Detalhes                   | Canadá                          | Estados Unidos                  | pontos corridos                 | Canadá                          | México                          | pontos corridos                 | Trinidad e Tobago               |                                 |                                 |
| 1998 Detalhes                   | Canadá                          | Canadá                          | 1 – 0                           | México                          | Costa Rica                      | 4 – 0                           | Guatemala                       |                                 |                                 |
| Copa Ouro Feminina              |                                 |                                 |                                 |                                 |                                 |                                 |                                 |                                 |                                 |
| 2000 Detalhes                   | Estados Unidos                  | Estados Unidos                  | 1 – 0                           | Brasil                          | China                           | 2 – 1                           | Canadá                          |                                 |                                 |
| 2002 Detalhes                   | Canadá e Estados Unidos         | Estados Unidos                  | 2 – 1 (ms)                      | Canadá                          | México                          | 4 – 1                           | Costa Rica                      |                                 |                                 |
| 2006 Detalhes                   | Estados Unidos                  | Estados Unidos                  | 2 – 1 (pro)                     | Canadá                          | México                          | 3 – 0                           | Jamaica                         |                                 |                                 |
| Pré-Mundial Feminino            |                                 |                                 |                                 |                                 |                                 |                                 |                                 |                                 |                                 |
| 2010 Detalhes                   | México                          | Canadá                          | 1 – 0                           | México                          | Estados Unidos                  | 3 – 0                           | Costa Rica                      |                                 |                                 |
| Campeonato Feminino da CONCACAF |                                 |                                 |                                 |                                 |                                 |                                 |                                 |                                 |                                 |
| 2014 Detalhes                   | Estados Unidos                  | Estados Unidos                  | 6 – 0                           | Costa Rica                      | México                          | 4 – 2 (pro)                     | Trinidad e Tobago               |                                 |                                 |
| 2018 Detalhes                   | Estados Unidos                  | Estados Unidos                  | 2 – 0                           | Canadá                          | Jamaica                         | 2 – 2 4 – 2 (pen)               | Panamá                          |                                 |                                 |
| 2022 Detalhes                   | México                          | Estados Unidos                  | 1 – 0                           | Canadá                          | Jamaica                         | 1 – 0 (pro)                     | Costa Rica                      |                                 |                                 |

### Títulos por país
| Seleção           | Títulos                                                   | Vices                                   | 3.º lugar                   | 4.º lugar             |
| ----------------- | --------------------------------------------------------- | --------------------------------------- | --------------------------- | --------------------- |
| Estados Unidos    | 9 (1991, 1993, 1994, 2000, 2002, 2006, 2014, 2018 e 2022) | —                                       | 1 (2010)                    | —                     |
| Canadá            | 2 (1998 e 2010)                                           | 6 (1991, 1994, 2002, 2006, 2018 e 2022) | 1 (1993)                    | 1 (2000)              |
| México            | —                                                         | 2 (1998 e 2010)                         | 4 (1994, 2002, 2006 e 2014) | —                     |
| Costa Rica        | —                                                         | 1 (2014)                                | 1 (1998)                    | 3 (2002, 2010 e 2022) |
| Nova Zelândia     | —                                                         | 1 (1993)                                | —                           | —                     |
| Brasil            | —                                                         | 1 (2000)                                | —                           | —                     |
| Jamaica           | —                                                         | —                                       | 2 (2018 e 2022)             | 1 (2006)              |
| Trinidad e Tobago | —                                                         | —                                       | 1 (1991)                    | 3 (1993, 1994 e 2014) |
| China             | —                                                         | —                                       | 1 (2000)                    | —                     |
| Haiti             | —                                                         | —                                       | —                           | 1 (1991)              |
| Guatemala         | —                                                         | —                                       | —                           | 1 (1998)              |
| Panamá            | —                                                         | —                                       | —                           | 1 (2018)              |

Legenda
- Nação convidada